# Palasport Falcone e Borsellino
Il palasport comunale Falcone e Borsellino è un impianto sportivo situato a San Severo.
È il palazzetto in cui la Cestistica San Severo gioca le proprie partite casalinghe.
Il palasport è di proprietà comunale e sorge nella zona periferica a sud-ovest della città.
La sua capienza attuale è di 2 180 posti, ma in alcune occasioni particolari, come in occasione dei play-off disputati in Serie B Dilettanti nella stagione 2008-09 e in Serie A Dilettanti nella stagione 2009-10 dalla Cestistica, è riuscito a contenere circa 3 500 spettatori.